# Yunfu
Yunfu (云浮 ; pinyin : Yúnfú) est une ville de l'ouest de la province du Guangdong en Chine méridionale. Elle est située entre les villes de Wuzhou et de Foshan.

## Subdivisions administratives
La ville-préfecture de Yunfu exerce sa juridiction sur cinq subdivisions - un district, une ville-district et trois xian :
- le district de Yuncheng - 云城区 Yúnchéng Qū ;
- la ville de Luoding - 罗定市 Luódìng Shì ;
- le xian de Xinxing - 新兴县 Xīnxīng Xiàn ;
- le xian de Yunan - 郁南县 Yùnán Xiàn ;

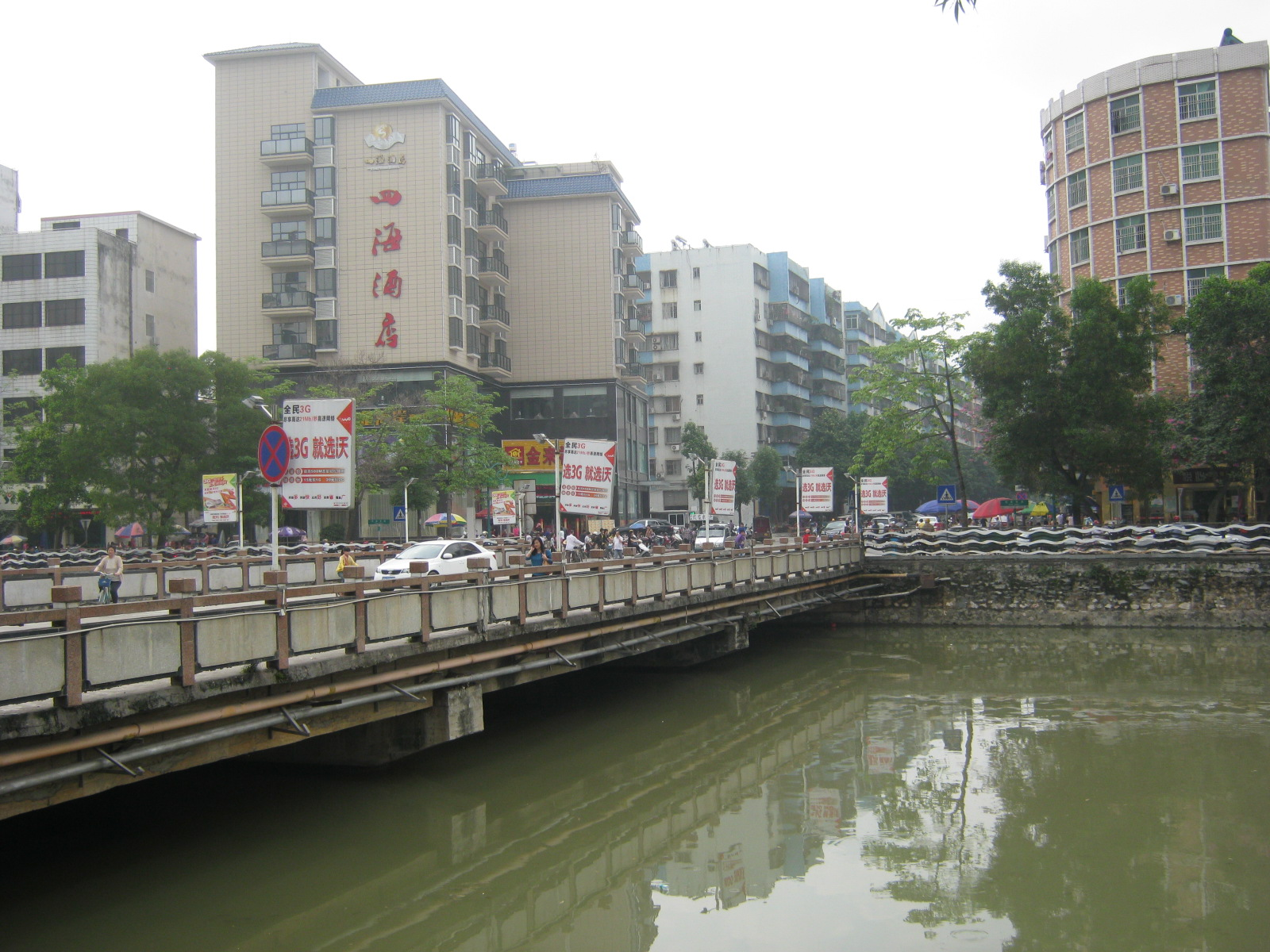
Yunfu en 2013. Pont sur la rivière Nanshan.

- le xian de Yun'an - 云安县 Yún'ān Xiàn.